# Nelson Chelle
Nelson Rubens Chelle Naddeo (Paysandú, 18 de maio de 1931 - 17 de dezembro de 2001) foi um basquetebolista uruguaio que integrou a Seleção Uruguaia que conquistou a Medalha de bronze disputada nos XVI Jogos Olímpicos de Verão de 1956 realizados em Melbourne, Austrália.